# Heterocodon rariflorum
Heterocodon rariflorum – gatunek roślin z rodziny dzwonkowatych reprezentujący monotypowy rodzaj Heterocodon. Występuje w zachodniej części Ameryki Północnej od Kolumbii Brytyjskiej na północy po Kolorado i Kalifornię na południu. 

## Morfologia
PokrójRoślina zielna roczna.
LiścieŁodygowe, siedzące.
KwiatyDrobne, bardzo krótkoszypułkowe, wyrastają pojedynczo naprzeciw górnych liści. Dolne kwiaty często są klejstogamiczne. Korona biała lub niebieska, z rurką walcowatą, z łatkami od niej krótszymi. Zalążnia trójkomorowa.
OwoceTorebki otwierające się nieregularnymi porami.

## Systematyka
Pozycja systematyczna
Gatunek reprezentuje monotypowy rodzaj Heterocodon Nuttall, Trans. Amer. Philos. Soc. ser. 2. 8: 255. 15 Dec 1842 ('1843'). Należy do rodziny dzwonkowatych Campanulaceae i klasyfikowany jest w jej obrębie do podrodziny Campanuloideae.